# Cycle of Suffering
| Recensione        | Giudizio |
| ----------------- | -------- |
| Blabbermouth.net  |          |
| Hysteria Magazine |          |
| Kerrang!          |          |
| Loud and Proud    |          |
| Metal Hammer      |          |
| Metallized.it     |          |

Cycle of Suffering è il quinto album in studio del gruppo musicale britannico Sylosis, pubblicato il 7 febbraio 2020 dalla Nuclear Blast.

## Tracce
Testi e musiche di Josh Middleton.
1. Empty Prophets – 3:03
2. I Sever – 5:08
3. Cycle of Suffering – 3:32
4. Shield – 3:51
5. Calcified – 3:55
6. Invidia – 4:52
7. Idle Hands – 4:40
8. Apex of Disdain – 4:26
9. Arms Like a Noose – 3:46
10. Devils in Their Eyes – 3:26
11. Disintegrate – 4:07
12. Abandon – 6:06

## Formazione
Gruppo
- Josh Middleton – voce, chitarra solista
- Alex Bailey – chitarra ritmica
- Conor Marshall – basso
- Ali Richardson – batteria

Produzione
- Josh Middleton – produzione, missaggio
- Ermin Hamidovic – mastering, missaggio aggiuntivo

## Classifiche
| Classifica (2020) | Posizione massima |
| ----------------- | ----------------- |
| Germania          | 93                |
| Scozia            | 28                |